# Carmelina Poch
Carmelina Poch (n. 1835) fue una cantante de ópera española.

## Biografía
Nació en Barcelona el 12 de abril de 1835. Recibió una esmerada educación, que completó en el colegio del Sagrado Corazón de Sarriá, donde estuvo hasta los 17 años. A los 9, sus padres ya habían observado que tenía mucha afición a las artes y la dedicaron al estudio de la música y el dibujo. Aprendido el solfeo, principió el piano con Ramón Vilanova y, vencidas las resistencias de su padre ante sus facultades vocales y aprovechando una estancia en París en septiembre de 1852, tuvo como profesora en la capital francesa a una madame Espinos. A los pocos meses de empezar la instrucción con ella, Espinos quiso dar a conocer a Poch y la hizo cantar en una reunión la ópera Roberto el diablo.
En 1853, tuvo Poch como profesor de canto a Pedro Abella, que dio a conocer a su nueva discípula en varias reuniones filarmónicas. Habiendo experimentado en 1854 la familia de la cantante varios reveses en sus negocios e intereses, Poch se decidió a seguir la carrera teatral, a cuyo fin emprendió un viaje a la ciudad italiana de Milán, donde completó sus estudios con Lamperti, profesor de canto, y Torelli, de declamación. En 1857 hizo su primera salida en el teatro Carcano de aquella ciudad, donde desempeñó el papel de Eleonora en el Torquato Tasso. Gracias al éxito cosechado, entre esa fecha y diciembre de 1858 cantó en los teatros de La Scala de Milán, el Reggio de Módena durante tres estaciones diferentes, el Peruggia, el Casalmaggiore y el Guastala. Debutó en Nueva York el 28 de febrero de 1866 y siguió desempeñando las partes de tiple primero en las principales óperas y teatros de Europa y de América. Entre otras interpretaciones, se contaron las obras Fieschi de Montuoro y Ruy Blas de Marchetti.